# Los Caus (Sant Serni)
Los Caus és una partida rural del terme municipal de Gavet de la Conca, (antic terme de Sant Serni), al Pallars Jussà.
El lloc és al sud-oest del poble de Sant Serni, a l'esquerra de la Noguera Pallaresa, a l'extrem sud-oest del terme municipal, limítrof amb Llimiana. És en el coster que davalla des del poble de Sant Serni cap al sud-oest, en direcció al Canal de Gavet.